# Zilog Z8000

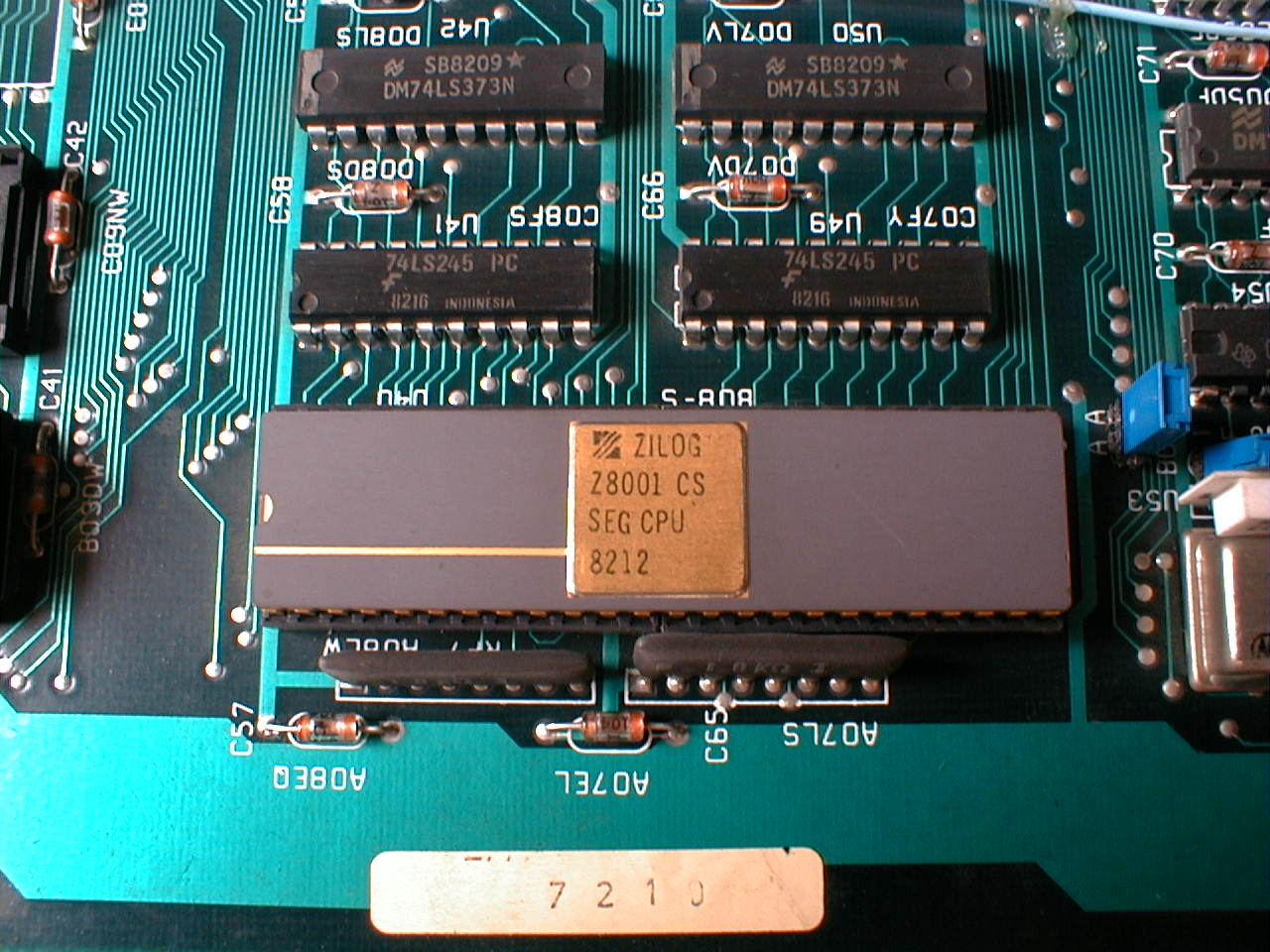
Un Zilog 8001 en una placa base de un PC Olivetti M20.

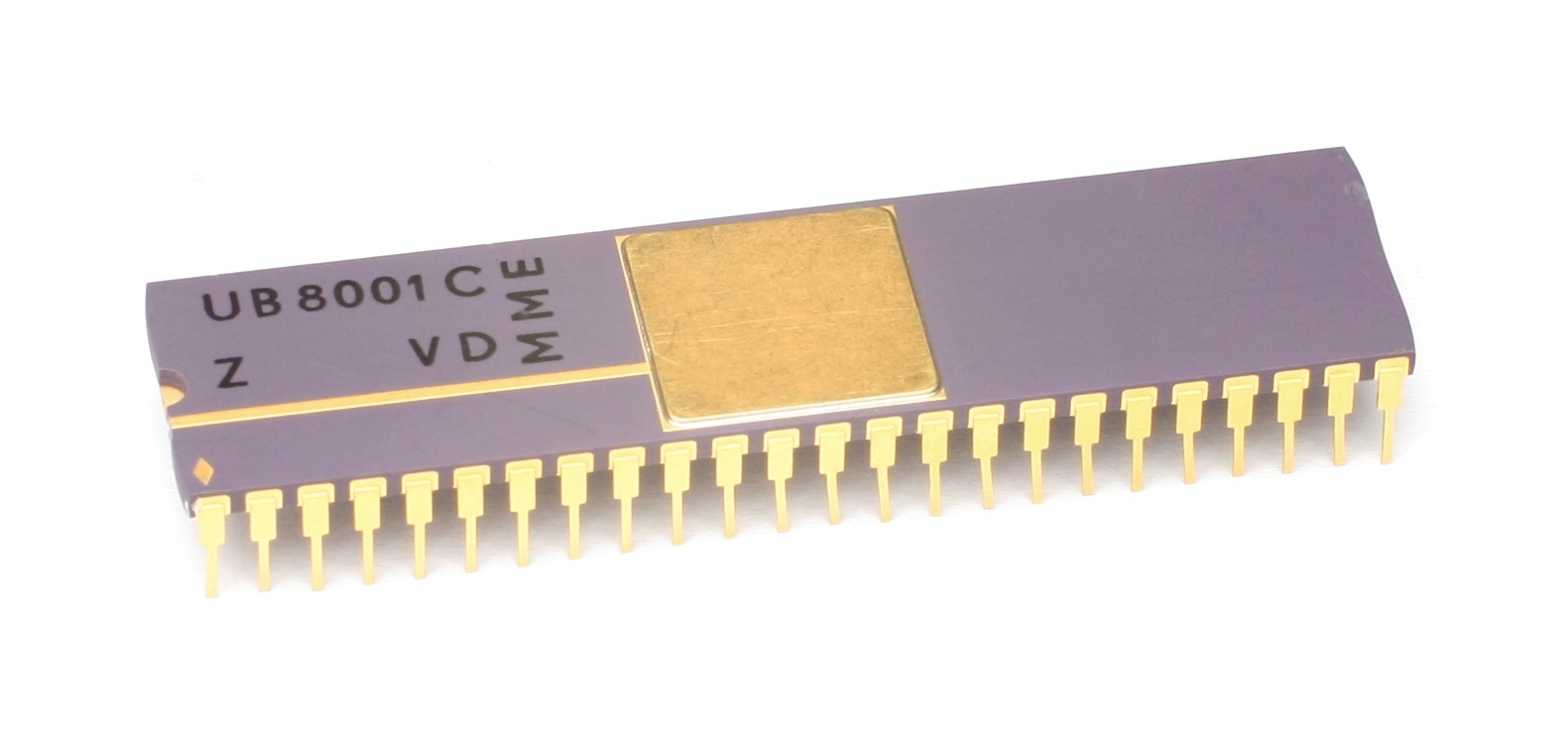
Clon MME UB8001C del Z8001 hecho en la RDA.

El Z8000 es un microprocesador de 16 bits introducido por Zilog en 1979. La arquitectura fue diseñada por Bernard Peuto mientras que la lógica y la ejecución física se realizó por Masatoshi Shima, asistido por un pequeño grupo de personas. El Z8000 no era compatible con el Z80, y aunque tuvo un uso frecuente en la década de 1990, no fue muy ampliamente utilizado. No obstante, los controladores de comunicaciones serie Z16C01 y Z16C02 todavía utilizan en su núcleo un Z8000.

## Características
Aunque fundamentalmente sea una arquitectura de 16 bits, algunas versiones usan registros de segmentos que extienden el espacio de direcciones a 8 MB.
El juego de registros consiste en 16 registros de 16 bits, habiendo instrucciones que pueden usarlos como registros de 8, 16, 32 o 64 bits. El juego de registros es completamente ortogonal, con el registro 15 convencionalmente designado como puntero pila y el registro 14 como pila de segmento.
Existe un modo usuario y un modo supervisor.
Como el Z80, el Z8000 incluye circuitería integrada de refresco de DRAM. Aunque era una característica atractiva para los diseñadores en su momento, en general el Z8000 no era especialmente rápido y tenía algunos fallos, por lo que terminó siendo ensombrecido por la familia x86. 
Un uso notable de la serie Z8000 lo realizó Namco en el diseño de su famosa serie de videojuegos de carreras Pole Position, incorporando dos Z8002 en el diseño.
La inclusión del dispositivo en diseños militares, podría explicar la supervivencia del Z8000 hoy día, en la forma de los controladores de comunicaciones serie Z16C01/02. Ciertamente, un código de petición activo y una hoja de especificaciones pueden ser encontrado aún en el sitio web de Zilog.
El Zilog Z80000 fue una continuación del diseño en 32-bit.

## Sistemas basados en Z8000
A principios de los años 80, la CPU Zilog Z8000 fue popular en máquinas de escritorio Unix. Permitían a los negocios pequeños tener un verdadero sistema multiusuario y compartir recursos (disco, impresoras) antes de ser comunes las redes. Usualmente tenían solo puertos serie RS232 (4 a 16) y puertos paralelos de impresora en lugar de gráficos empotrados, como era típico en los servidores del momento.
Los sistemas de ordenadores basados en Z8000 incluyen la serie System 8000 de la propia Zilog, así como otros fabricantes
- Enero de 1980: C8000 de Onyx Systems, sistema multiusuario Unix inicial, demo (8 usuarios por puerto serie, $25k)[3]
- Otros sistemas basados en Z8000: Olivetti M20, M30, M40, M50, M60[4]
- El Z8000 puede ser encontrado en algunos raros pero conocidos ordenadores, como el Commodore 900, basado en Unix. Algunas terceras compañías también fabricaron el Z8000 incluyendo a AMD, SGS-Ates, Hitachi y Sharp.[5]

Hubo una versión del sistema operativo Xenix para el Z8000.
La serie de CPUs Z8000 fue presentada a principios de 1979, entre el lanzamiento del Intel 8086 (abril de 1978) y el del Motorola 68000 (septiembre de 1979). Esto explica el marco temporal y por qué perdieron los Z8000 su dominio, primero ante las máquinas con el Motorola 68000 y luego ante las que incorporaban el Intel 80286.

## Versiones

### Zilog Z8001
El Z8001 fue una versión del Zilog Z8000 que ofrecía registros de segmento de 7 bits y 8 MiB de capacidad de direccionamiento.

### Zilog Z8002
El Z8002 fue una versión del Zilog Z8000 que ofrecía solamente 64 KiB de espacio de direccionamiento.

### Zilog Z16C01 SCC
El Zilog Z16C01 SCC fue presentado a principios de los años 80 y tenía la habilidad de realizar comunicaciones, serie tanto del tipo UART estándar como mediante el protocolo HDLC, a un precio razonable. Es un descendiente del Zilog SIO y su principal mejora es la inclusión de un generador de ratio de baudios integrado.